# East Timor Trading
East Timor Trading Group é um grupo de empresas com sede em Díli, Timor-Leste, fundado pelo Sr. Sakib e pela Sra. Neelo Awan em Julho de 2002.
Começando como distribuidora de bens de consumo de rápido movimento para pontos de venda em torno de Díli, a empresa expandiu-se para distribuir produtos de algumas das marcas líderes mundiais em todo Timor-Leste. A empresa atua em Vendas e Distribuição: importação, venda e distribuição de bens de consumo de rápido movimento, e Varejo e Hospitalidade: redes de restaurantes franqueados Burger King, restaurantes Gloria Jean's Coffees, Cheers Bottle Shops, juntamente com o Il Gelato no Timor Plaza, e o hotel boutique Discovery Inn que incorpora o premiado Diya Restaurant na Rua 30 de Agosto, 84, Díli. O grupo emprega cerca de 300 pessoas, sendo 50% mulheres e 50% homens em seu quadro total de funcionários.

## História e fundador
O fundador nascido no Paquistão, Sakib Awan mudou-se para Sydney, Austrália, em 1987, com sua esposa, Neelo, e seus dois filhos pequenos. Sakib Awan ocupou cargos de gerência sênior no Holiday Inn Menzies em Wynyard em Sydney, seguido pelo Sheraton Hotel, Darwin.
Após a saída de Sakib Awan da indústria hoteleira, os Awans permaneceram em Darwin e estabeleceram a empresa Transglobal Marketing, uma empresa de exportação de sucesso que ganhou o Prêmio de Novo Exportador do Território do Norte em 1993. Após esse prêmio, os Awans receberam instalações na Zona de Desenvolvimento Comercial de Darwin. No ano seguinte, em 1994, eles foram premiados como Exportador do Ano do Território do Norte. De 1993 a 2006, Sakib Awan ocupou o cargo de Cônsul Honorário do México no Território do Norte.
Sakib Awan visitou Timor Leste pela primeira vez em 1997 com uma delegação de empresas de Darwin na sua posição como Presidente do Conselho Internacional de Negócios, Darwin. Depois, em 2000, a Transglobal Marketing tornou-se parte de um consórcio para fornecer suprimentos essenciais às tropas australianas estacionadas em Timor-Leste, após a actividade militar da Indonésia que conduziu à votação da independência de Timor naquele ano.
Depois de se mudar para Díli em 2002 para expandir o negócio, Sakib Awan registou o nome comercial East Timor Trading e começou a construir um negócio nacional de distribuição e retalho de sucesso. Ganhou concursos para operar os Comissários das Nações Unidas no PX Maliana (2004) e no PX Obrigado (2005). Depois, em 2007, a empresa expandiu-se para a hotelaria com a abertura do Discovery Inn, que inicialmente se tornou a sede da delegação da Comissão Europeia que estava estacionada em Díli para supervisionar as eleições de 2007 no país.
Em Timor-Leste, Awan ocupou o cargo de Cônsul Honorário da Polónia de 2009 a 2019. Em 2012, Sakib Awan foi galardoado com a Ordem de Timor-Leste pelo Prémio Nobel e pelo então Presidente Dr. José Ramos-Horta GColIH GCL pelo Compromisso Contínuo com e Serviços em Timor-Leste.
Sakib Awan aposentou-se como CEO em dezembro de 2016 para se tornar Presidente do East Timor Trading Group. Foi sucedido como CEO por Sam Aluwihare, que também é vice-presidente do conselho de administração da recém-formada Associação de Proprietários de Hotéis de Timor-Leste, que foi lançada em março de 2019 como um motor crítico para incentivar o turismo em Timor-Leste.